# Saint-Martin-de-la-Mer
Saint-Martin-de-la-Mer este o comună în departamentul Côte-d'Or, Franța. În 2009 avea o populație de 286 de locuitori.

## Evoluția populației
| An        | 1975 | 1982 | 1990 | 1999 | 2006 | 2009 |
| --------- | ---- | ---- | ---- | ---- | ---- | ---- |
| Populație | 296  | 294  | 288  | 286  | 280  | 286  |